# Metalectra alcis
Metalectra alcis là một loài bướm đêm trong họ Erebidae.